# David Kherdian

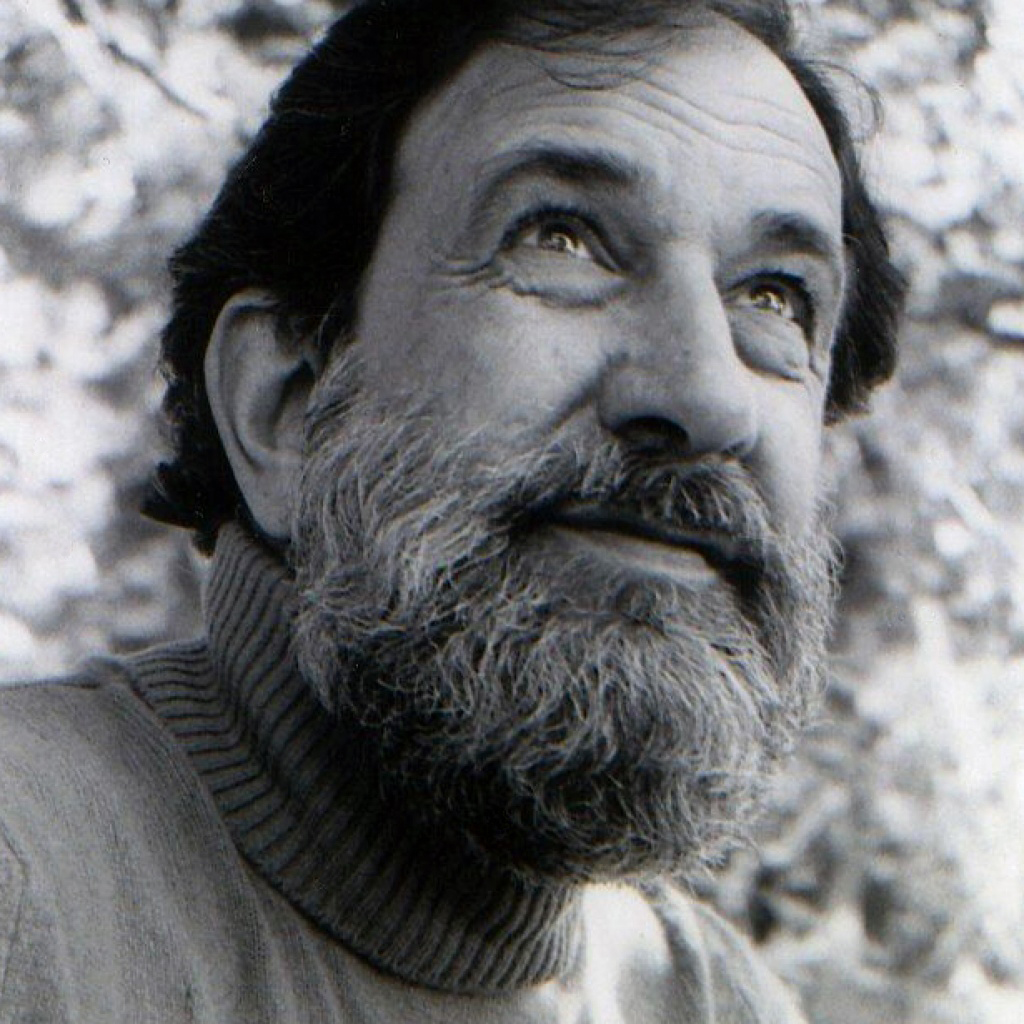
David Kherdian (undatiert)

David Kherdian (* 17. Dezember 1931 in Racine, Wisconsin) ist ein US-amerikanischer Schriftsteller, Dichter, Herausgeber, Verleger und Übersetzer armenischer Abstammung. Im Zentrum seines umfangreichen Werkes steht eine Auseinandersetzung mit seiner armenisch-amerikanischen Identität.

## Leben und Werk
David Kherdian wurde 1931 in Racine im US-Bundesstaat Wisconsin als Sohn des Kochs Melkon Dumajian und dessen Ehefrau Veronica geboren. Seine Eltern waren während des Völkermords an den Armeniern 1915 in die Vereinigten Staaten geflohen; Kherdian gehörte somit zur ersten Generation von im Exil geborenen armenischen Amerikanern. Von 1952 bis 1954 diente er in der United States Army. In seinen frühen Jahren arbeitete er in einer Vielzahl von Berufen, darunter als Schuhverkäufer und Fabrikarbeiter. Mit 27 Jahren begann er erstmals mit dem Schreiben, fuhr aber zunächst nur unregelmäßig fort. Ein früher bedeutender Einfluss war der ebenfalls armenisch-amerikanische Schriftsteller William Saroyan. Nachdem er 1960 einen Bachelor in Philosophie von der University of Wisconsin erlangt hatte, zog er nach San Francisco, wo er sich im Dunstkreis der Beat Generation bewegte. In Kalifornien arbeitete er unter anderem als Dozent für Poesie an der California State University, Fresno und tauchte zusehends in die Literaturszene ein. 1966 gründete er den Verlag Giligia Press, den er bis 1973 leitete.
Etwa um das Jahr 1970 zog er nach New York City, wo er schon zuvor seine Bücher aus einem Auto heraus verkauft hatte. 1971 heiratete er die Schriftstellerin und Illustratorin Nonny Hogrogian (* 1932), mit der er nach New Hampshire zog, wo Kherdian bis 1973 offizieller poet-in-the-schools des Bundesstaates war. Später zog das Ehepaar nach Oregon, wo es sich intensiv mit dem Werk Georges I. Gurdjieffs auseinandersetzte und gemeinsam den Verlag Two Rivers Press gründete. Kherdian ist ferner Gründer des Verlags The Press at Butternut Creek. Das Ehepaar Kherdian / Hogrogian lebte später in Spencertown, New York, im Ruhestandsalter zogen sie sich nach Black Mountain in North Carolina zurück. Nach der US-Präsidentschaftswahl 2016 zogen sie kurzzeitig nach Armenien, kehrten aber wenig später aufgrund einer Rückenverletzung Hogrogians zurück.
Dokumente aus dem Besitz von David Kherdian und Nonny Hogrogian befinden sich unter dem Titel Nonny Hogrogian and David Kherdian Papers, 1966-1986 im Besitz der University of New Hampshire. Eine weitere Sammlung von Dokumenten aus den Besitz David Kherdian befindet sich unter dem Titel David Kherdian Papers in der Bibliothek der University of Connecticut.

## Werk
Kherdian hat über 70 Bücher verschiedener Genres veröffentlicht, im Besonderen Prosa und Lyrik. 1974 feierte er mit dem Gedichtband The Nonny Poems seinen Durchbruch. Kherdian selbst positioniert sich mit seinem Werk innerhalb der ethnischen Kultur armenischer Amerikaner. Ein Schwerpunkt seines Werkes ist die Auseinandersetzung mit dem Leben, den Erfahrungen und den Integrationsbemühungen der armenischen Amerikaner. Besonders interessiert zeigt sich Kherdian für seine eigene Jugendzeit, in der er den Schlüssel zu seiner Identität sieht; von vornherein sind viele seiner Texte autobiografisch bzw. ethno-autobiographisch angelegt und beschäftigen sich mit den Einflüssen seiner armenisch-amerikanischen Ethnizität auf seine Identität. Die Literaturwissenschaftlerin Margaret Bedrosian urteilte 1991, dass „Kherdian sich der Vergangenheit widmet, um ‘die Zukunft zu gewinnen’.“
Eine solche Auseinandersetzung findet beispielsweise in diversen Gedichten Kherdians statt; sein Gedichtband On the Death of My Father and Other Poems (1970) beschreibt das Verhältnis zwischen ihm und seinen Eltern und das unablässige Gefühl seiner Eltern, mit der Flucht aus Armenien die Heimat verloren zu haben. Sein nächstes Gedichtband Homage to Adana (1971) beweist eine schrittweise Akzeptanz der eigenen armenischen Identität, gefolgt von einem besseren Verständnis über die Konstellation von Kherdians Familie und der Schlussfolgerung, dass auch er als gebürtiger US-Amerikaner nie vollständig amerikanisch, sondern immer auch armenisch sein werde. Verdeutlicht wird diese Entwicklung in seinen weiteren Gedichtbänden, unter anderem am Sinnbild des Maulbeerbaums im Gedicht Mulberry Trees im Band Any Day of Your Life (1975) oder in dem Gedicht Melkon aus dem Band I Remember Root River (1978) und Histories aus dem Band Place of Birth (1983), in denen sich Kherdian als Schriftsteller über den Einfluss seiner Eltern direkt in die Tradition der armenisch-amerikanischen Diaspora stellt. Margaret Bedrosian kommentierte, dass „Kherdians Gedichte die Geschichte seiner Familie mit seiner Gegenwart in Verbindung setzen“. Allerdings findet sich diese Themensetzung auch in seinem Prosawerk. Root River Run (1984), A Song for Uncle Harry (1989) und On a Spaceship with Beelzebub: By a Grandson of Gurdjieff (1991) setzen den Themenstrang seiner vorherigen Gedichtbände fort; die ebenfalls autobiografisch angelegte Novelle Asking the River (1993) handelt von einem armenischstämmigen, jugendlichen Amerikaner namens Stepan, der auf der Suche nach seiner Identität ist. Sein bekanntestes Werk The Road From Home (1979) beschreibt die Kindheit seiner Mutter in Armenien kurz vor Beginn des Völkermordes. Das kurz danach veröffentlichte Werk Finding Home (1981) setzt die Geschichte von The Road From Home mit der Emigration seiner Mutter nach Amerika fort. Teile jener Werke werden als dreizehnteiliger Zyklus Root River zusammengefasst.
Weitere Schwerpunkte von Kherdians Schaffen sind – teils in Überschneidung mit dem vorher genannten Schwerpunkt – Neubearbeitungen alter Stoffe sowie Kinder- und Jugendliteratur. Zu seinen späteren Projekten gehören beispielsweise das Kinderbuch Come Back, Moon (2013) und eine Bearbeitung des armenischen Heldenepos David von Sasun (2014). 2021 schrieb er in A Place in Time seine utopischen Vorstellungen über das Amerika der Zukunft nieder. Auch ist er als Herausgeber mehrerer Anthologien tätig gewesen, unter anderem zu armenisch-amerikanischen Schriftstellern (Forgotten Bread, 2007), Dichtern aus Fresno (Down at the Santa Fe Depot, 1970) und zu zeitgenössischer US-amerikanischer Lyrik (Traveling America with Today’s Poets, 1977). Ferner gab er die Journals Ararat Quarterly, Forkroads: A Journal of Ethnic-American Literature und Stopinder: A Gurdjieff Journal for Our Time heraus. Viele seiner Bücher sind von seiner Ehefrau illustriert worden.

## Veröffentlichungen
Prosa
- The Road from Home: The Story of an Armenian Girl. Greenwillow, New York 1979. ISBN 978-0-688-84205-5.
  - Der Schatten des Halbmonds: Das Schicksal eines armenischen Mädchens. Übersetzt von Ingrid Weixelbaumer. Ueberreuter, Wien / Berlin 1981. ISBN 978-3-8000-2680-7.
- Finding Home. Greenwillow, New York 1981. ISBN 978-0-688-00400-2.
- Beyond Two Rivers. Greenwillow, New York 1981. ISBN 978-0-688-00567-2.
- Root River Run. Illustriert von Nonny Hogrogian. Carolrhoda Books, Minneapolis 1984. ISBN 978-0-87614-274-5.
- A Song for Uncle Harry. Illustriert von Nonny Hogrogian. Philomel, New York 1989. ISBN 978-0-399-21895-8.
- On a Spaceship with Beelzebub: By a Grandson of Gurdjieff. Globe Press Books, New York 1991. ISBN 0-936385-20-0.
- Asking the River. Orchard Books, New York 1993. ISBN 978-0-531-05483-3.
- My Racine. Forkroad Press, New York 1995.
- I Called it Home. Blue Crane Books, Watertown 1997. ISBN 978-1-886434-07-3.
- Chippecotton: Root River Tales of Racine. Gatehouse, Sebastopol 1998. ISBN
- The Song of the Stork and Other Early and Ancient Armenian Songs. Taderon Press, London 2004. ISBN 978-1-903656-41-9.
- Monkey: A Journey to the West. Shambhala Publications, Boulder 2005. ISBN 978-1-59030-258-3.
- David of Sassoun: An Armenian Epic Retold. Tavnon Books, Kingston 2014. ISBN 978-0-9851346-0-0.
- Root River Return. Beech Hill, 2015. ISBN 978-0-9908200-2-4.

Lyrik
- mit Gerald Hausman: Eight Poems. Giligia Press, Santa Fe 1968.
- On the Death of My Father and Other Poems. Mit einem Vorwort von William Saroyan. Giligia Press, Fresno 1970. ISBN 978-0-685-11737-8.
- Homage to Adana. Giligia Press, Fresno 1971. ISBN 978-0-685-00430-2.
- looking over hills. Giligia Press, Lyme Center 1972. ISBN 978-0-87791-018-3.
- The Nonny Poems. Macmillan, New York 1974. ISBN 0-02-562990-5.
- Any Day of Your Life. Overlook Press, Woodstock 1975. ISBN 978-0-87951-105-0.
- The Dog Writes on the Window with His Nose and Other Poems. Antheneum, New York 1977. ISBN 978-0-590-07448-3.
- I Remember Root River. Overlook Press, Woodstock 1978. ISBN 978-0-87951-065-7.
- The Farm. Two Rivers Press, Aurora 1978. ISBN 978-0-89756-001-6.
- The Farm: Book Two. Two Rivers Press, Aurora 1981. ISBN 978-0-89756-008-5.
- Place of Birth. Breitenbush Books, Portland 1983. ISBN 978-0-932576-17-0.
- Threads of Light: The Farm Poem Books III and IV. Two Rivers Press, Aurora 1985. ISBN 978-0-89756-014-6.
- The Dividing River, the Meeting Shore Lotus Press, 1990. ISBN 978-0-929402-08-6.
- The Neighborhood Years. Bottom Dog Press, Huron 2000. ISBN 978-0-933087-62-0.
- Seeds of Light: Poems from a Gurdjieff Community. Stopinder Books, McMinnville 2002. ISBN 978-0-9719249-0-1.
- Letters to My Father. RiverWood Books, Edmonton 2004. ISBN 1-883991-78-1.
- Nearer the Heart. Taderon Press, London 2006. ISBN 978-1-903656-55-6.
- Living in Quiet: New & Selected Poems. Deerbrook Editions, Cumberland 2013. ISBN 978-0-9828100-6-4.
- Poems 2. Beech Hill, 2016. ISBN 978-0-9976937-3-7.
- Awakening. Selbstverlag, 2018. ISBN 978-1-79032-624-2.
- Black Mountain Home. Cascade Press, Milwaukie 2019. ISBN 978-1-948730-08-2.
- Pandemic. Cascade Press, Milwaukie 2020. ISBN 978-1-64872-008-6.
- Blackbirds Over Aurora. Selbstverlag, 2022. ISBN 979-8-4127-0246-9.
- A New Day. Selbstverlag, 2022. ISBN 979-8-84190500-4.
- Remembering Island Park. Selbstverlag, 2022. ISBN 979-8-35924743-6.

Kinder- und Jugendliteratur
- If Dragon Flies Made Honey. Illustriert von Jose Aruego und Ariane Dewey. Greenwillow Books, New York 1977. ISBN 0-688-80101-3.
- Country, Cat, City, Cat. Four Winds, New York 1978. ISBN 978-0-590-07482-7.
- It Started With Old Man Bean. William Morrow, New York 1980. ISBN 978-0-688-80247-9.
- The Song in the Walnut Grove. Illustriert von Paul O. Zelinsky. Alfred Knopf, New York 1982. ISBN 978-0-394-95519-3.
- Right Now. Illustriert von Nonny Hogrogian. Alfred Knopf, New York 1983. ISBN 978-1-948730-28-0.
- The Mystery of the Diamond in the Wood. Illustriert von Paul Geiger. Alfred Knopf, New York 1983. ISBN 978-0-394-85603-2.
- The Animal. Illustriert von Nonny Hogrogian. Alfred Knopf, New York 1984. ISBN 978-0-394-85597-4.
- The Cat’s Midsummer Jamboree. Illustriert von Nonny Hogrogian. Philomel Books, New York 1990. ISBN 978-0-399-22222-1
- The Great Fishing Contest. Illustriert von Nonny Hogrogian. Philomel Books, New York 1991. ISBN 978-0-399-22263-4.
- Feathers and Tails: Animal Fables from Around the World. Illustriert von Nonny Hogrogian. Philomel Books, New York 1992. ISBN 978-0-399-21876-7.
- Juna’s Journey. Philomel, New York 1993. ISBN 978-0-399-22010-4.
- Be Myself. Illustriert von Nonny Hogrogian. Henry Holt, New York 1993. ISBN 978-0-8050-2386-2.
- Lullaby for Emily. Illustriert von Nonny Hogrogian. Henry Holt, New York 1995. ISBN 978-0-8050-2957-4.
- The Rose’s Smile: Farizad of the Arabian Nights. Illustriert von Stefano Vitale. Henry Holt, New York 1997. ISBN 978-0-8050-3912-2.
- The Golden Bracelet. Illustriert von Nonny Hogrogian. Holiday House, New York 1998. ISBN 978-0-8234-1362-1.
- The Revelations of Alvin Tolliver. Hampton Road, Newburyport 2001. ISBN 978-1-57174-255-1.
- Come Back, Moon. Illustriert von Nonny Hogrogian. Beach Lane Books, San Diego 2013. ISBN 978-1-4424-5887-1.

Sachliteratur
- A Bibliography of William Saroyan, 1934 – 1964. Roger Beacham, San Francisco 1965.
- A Biographical Sketch and Descriptive Checklist of Gary Snyder. Oyez, Berkeley 1965.
- An Evening with Saroyan: The Ghost of Shah-Mouradian: A Review of Short Drive, Sweet Chariot, Monday, May 9, 1966. Giligia Press, Fresno 1970.
- Bridger: The Story of a Mountain Man. Greenwillow Books, New York 1987. ISBN 978-0-688-06510-2.
- Friends: A Memoir. Globe Press, New York 1993. ISBN 0-936385-34-0.
- The Buddha: The Story of an Awakened Life. White Cloud Press, Ashland 2004. ISBN 978-1-883991-63-0.
- Finding Theodore Czebotar. Tavnon Books, Marblehead 2009.
- Factory Town: A 20th Century Memoir. Selbstverlag, 2017. ISBN 978-1-5483-2494-0.
- Starting from San Francisco: A Life in Writing. Tavnon Books, Marblehead 2017. ISBN 978-1-5442-0059-0.
- Blackfoot / Whitefoot: The Life of James Willard Schultz. Selbstverlag, 2018. ISBN 978-1-72426-530-2.
- Becoming a Writer. Cascade Press, Milwaukie 2020. ISBN 978-1-948730-93-8.
- A Place in Time. Cascade Press, Milwaukie 2021. ISBN 978-1-948730-35-8.
- To Live Again: Overcoming the Armenian Genocide. In the Roots, 2022. ISBN 978-91-987507-5-1.

Herausgeberschaften
- Six Poets of the San Francisco Renaissance: Portraits and Checklists. Giligia Press, Fresno 1967. ISBN 978-0-87791-000-8.
- Six San Francisco Poets. Giligia Press, Fresno 1969. ISBN 978-0-87791-004-6.
- mit James Baloian: Down at the Santa Fe Depot: 20 Fresno Poets. Giligia Press, Fresno 1970.
- Visions of America by the Poets of Our Time. Illustriert von Nonny Hogrogian. Macmillan, New York 1973. ISBN 978-0-02-750250-3.
- Settling America: the Ethnic Expression of 14 Contemporary Poets. Macmillan, New York 1974. ISBN 978-0-02-750240-4.
- Poems Here and Now. Illustriert von Nonny Hogrogian. Greenwillow Books, New York 1976. ISBN 0-688-80024-6.
- Traveling America with Today's Poets. Macmillan, New York 1977. ISBN 978-0-02-750260-2.
- Beat Voices: An Anthology of Beat Poetry. Henry Holt, New York 1995. ISBN 978-0-8050-3315-1.
- Forgotten Bread: First-Generation Armenian American Writers. Heyday Press, Berkeley 2007. ISBN 978-1-59714-069-0.
- Gatherings: Selected and Uncollected Writings of David Kherdian. Tavnon Books, Northampton. ISBN 978-0-9851346-2-4.
- A Stopinder Anthology. Beech Hill, 2015. ISBN 978-0-9908200-0-0.
- A Stopinder Anthology: Volume 2. Beech Hill, 2016. ISBN 978-0-9976937-2-0.
- mit Frank Brück: Gurdjieff’s Emissary in New York: Talks and Lectures with A. R. Orage 1924-1931. Illustriert von Matthias Buck-Gramcko. Book Studio, 2016. ISBN 978-0-9954756-1-8.

Übersetzungen
- Pigs Never See the Stars: Proverbs from the Armenian. Two Rivers Press, Aurora 1982. ISBN 978-0-89756-009-2.
- mit Garig Basmadjian: Yeghishe Charentz: 13 Poems. Abril Publishing, Glendale 2008.